# Thanstein
Thanstein là một đô thị tại huyện Schwandorf bang Bayern, Đức.